# Administrația Fondului pentru Mediu
Administrația Fondului pentru Mediu (AFM) este o instituție publică din România care funcționează ca organ de specialitate al administrației publice centrale, cu personalitate juridică, în coordonarea Ministerului Mediului și Pădurilor.
AFM este principala instituție care asigură suportul financiar pentru realizarea proiectelor și programelor pentru protecția mediului, constituită conform principiilor europene „poluatorul plătește” și „responsabilitatea producătorului”.
Administrația Fondului pentru Mediu gestionează programe finanțate din fonduri naționale și este finanțată integral din venituri proprii și răspunde de gestionarea Fondului pentru mediu.
Fondul pentru mediu este fond public, deductibil din punct de vedere fiscal, iar veniturile acestuia constituie venituri publice, ce fac parte din bugetul general consolidat, constituite printr-o lege specială ce stabilește și destinațiile acestora.

## Președinții AFM
- Mihai Toti: ? - 16 ianuarie 2009[1]
- Vlad Marcoci: 16 ianuarie 2009 - 15 februarie 2010[2][3]
- Gheorghe Popescu: 15 februarie 2010 - 23 mai 2012[2][4]
- Gheorghe Papuc (interimar): 23 mai 2012 - prezent[5]